# 親子ウォーズ
『親子ウォーズ』（おやこウォーズ）は、1988年1月9日から同年3月26日まで、TBS系列で毎週土曜日22:00 - 22:54（JST）に放送されていたテレビドラマである。全12回。

## 概要
「愛情が大きければ大きいほど誇りも大きくなる」というコンセプトから親子関係を描いたホームドラマ。『親子ジグザグ』でヒロイン役（安西梨花）を演じた安田成美の主演作であり、安田はこのドラマで「元スケバンのツッパリ娘」という役を演じた。

## ストーリー
男を追って家を出た元スケバン、敦子（安田成美）は男に逃げられ（中華料理店を営む）実家に戻ったが、昔と変わらぬツッパリ娘は父親の真三（伊東四朗）と派手なケンカを起こす日々が続く。挙げ句には、逃げられた男の連れ子に「母親」と頼られてしまう。

## キャスト
- 古場敦子 - 安田成美
- 古場真三 - 伊東四朗
- 寺原拓郎 - 小倉久寛
- 石田ケン - 黒川恭佑
- 下田幸一 - 石倉三郎
- 下田春子 - 鷲尾真知子
- 本木由美 - 立原美穂
- 桐山マミ - 佐藤志穂
- 有川巡査 - 小松政夫
- 岩田きぬ - 白川由美

## スタッフ
- 脚本 - 黒土三男
- プロデューサー - 柳井満
- 演出 - 吉田秋生、柳井満、 大岡進
- 音楽 - 城之内ミサ
- 協力 - 緑山スタジオ・シティ
- 製作 - TBS

## 主題歌
- 「あの頃」 城之内ミサ（MOON RECORDS）
  - 作詞・作曲・歌：城之内ミサ／編曲：重実徹

## 放送リスト
| 話数 | 放送日         | サブタイトル | 演出     |
| ---- | -------------- | ------------ | -------- |
| 1    | 1988年 1月09日 | 戦闘開始!!   | 吉田秋生 |
| 2    | 1月16日        |              |          |
| 3    | 1月23日        |              |          |
| 4    | 1月30日        |              |          |
| 5    | 2月06日        |              |          |
| 6    | 2月13日        |              |          |
| 7    | 2月20日        |              |          |
| 8    | 2月27日        |              |          |
| 9    | 3月05日        |              |          |
| 10   | 3月12日        |              | 柳井満   |
| 11   | 3月19日        |              |          |
| 12   | 3月26日        |              |          |